# La casa Russia (romanzo)
La casa Russia è un romanzo di spionaggio dello scrittore britannico John le Carré, pubblicato nel 1989. Il titolo si riferisce al soprannome dato alla sezione del Secret Intelligence Service britannico dedicata allo spionaggio sull'Unione Sovietica. Un film basato sul romanzo è stato distribuito nel 1990, con Sean Connery e Michelle Pfeiffer, adattato per il cinema da Tom Stoppard e diretto da Fred Schepisi. La BBC ha prodotto un radiodramma con protagonista Tom Baker.

## Trama
Nel 1987, Bartholomew "Barley" Scott Blair, un editore britannico, si trova a una fiera del libro a Mosca. Con alcuni amici d'affari si ritira per una bevuta in una dacia isolata nella foresta vicino a Peredelkino. Quando la conversazione si sposta sulla politica, Barley si esprime con ardore su patriottismo, coraggio, un nuovo ordine mondiale e la fine delle tensioni della Guerra Fredda. Un ascoltatore attento, "Goethe", gli chiede in privato se crede davvero in quella possibilità e  Barley risponde con convinzione di sì.
Alcuni mesi dopo, a Mosca, una donna di nome Katya cerca Barley durante una fiera dell'audio, sperando di convincerlo a pubblicare un manoscritto per conto dell'amico Yakov. Il manoscritto, che contiene informazioni sui segreti atomici e le capacità nucleari sovietiche, è accompagnato da una lettera per Barley, in cui Yakov afferma di voler servire il proprio Paese accelerando l'arrivo della democrazia nell'Unione Sovietica. Ma Barley si trova a Lisbona, quindi Katya consegna il pacco a Niki Landau affinché lo invii a Barley. Non riuscendo a trovarlo, Landau inoltra il manoscritto al Secret Intelligence Service (MI6). Il loro ufficio, la casa Russia, è molto interessato e chiede a Barley di contattare Yakov con una lista di domande per verificare l'autenticità del documento. Sebbene Barley non voglia essere coinvolto, viene manipolato affinché accetti. Con il tempo si affeziona a Katya e inizia a pensare a un modo per farla uscire dall'Unione Sovietica.
Durante vari incontri con Katya e Yakov, Barley si rende conto che l'informatore è probabilmente sotto sorveglianza del KGB. La CIA e l'MI6 decidono che serve un ultimo incontro per verificare i dati, ma Yakov viene improvvisamente "ricoverato" per presunta stanchezza. In una telefonata in codice, Yakov dice a Katya che è stato catturato e che lei è in pericolo. Barley e Katya capiscono che ogni ulteriore incontro è solo una trappola del KGB.
Successivamente Barley riceve un messaggio: deve portare una "lista finale ed esaustiva" di domande sulla ricerca sovietica. Si mette in contatto con un suo collega editore sovietico, che tramite i suoi contatti nel KGB organizza un incontro con i referenti di Yakov. Nonostante la CIA e l'MI6 allestiscano un’operazione di sorveglianza, Barley sparisce insieme alla lista finale di domande: si presume sia stato arrestato.
Più di un anno dopo, dopo avvistamenti non confermati a Mosca, Barley ricompare in Portogallo, senza spiegazioni. Né la CIA né l'MI6 vogliono interrogarlo, presumendo che il KGB abbia già ottenuto tutto. In realtà, Barley ha scambiato le domande per la libertà di Katya e della sua famiglia. Da uomo riflessivo, Barley conclude che non solo i governi possono manipolare e tradire, ma anche che alcune cose contano più dei giochi di spionaggio che coinvolgono le vite degli altri.

## Personaggi principali
- Bartholomew "Barley" Scott Blair – protagonista, proprietario di una casa editrice britannica a conduzione familiare
- Yekaterina "Katya" Borisovna Orlova – giovane donna sovietica che lavora per una casa editrice di Mosca specializzata in libri in lingua inglese
- Yakov Yefremovich Savelyev alias "Goethe" – fisico nucleare sovietico che si avvicina a Barley tramite Katya
- Horatio Benedict dePalfrey alias "Harry Palfrey" – avvocato della casa Russia

## Accoglienza della critica
Una recensione contemporanea per Publishers Weekly afferma: "La Russia di Le Carré è a volte divertente, a volte toccante, ma sempre convincente, e la storia d’amore tra Barley e Katya, sottilmente accennata, è senza dubbio la più calorosa che l’autore abbia mai creato". In una recensione del 1989 su Kirkus Reviews il recensore definisce il libro "l’opera più divertente di Le Carré, con la trama più semplice in assoluto, e un intrattenimento solido dall’inizio alla fine—anche se non allo stesso livello della trilogia di Karla e di altri classici dell’autore" e conclude: "Barley è una creazione dickensiana, gli americani sono uno spasso, ed è una narrazione arguta e ben strutturata da un maestro moderno". In una recensione del 1989 per The New York Times Christopher Lehmann-Haupt scrive: "Rimane una certa complessità torbida nella prosa di Le Carré che non è giustificata dall’inevitabilità un po’ semplicistica della trama. La storia d’amore che mina il patriottismo di Barley appare forzata nei dettagli e lascia un vuoto di credibilità al centro della vicenda".

## Adattamenti cinematografici e radiofonici
Un film basato sul romanzo è stato distribuito nel 1990, con Sean Connery e Michelle Pfeiffer, diretto da Fred Schepisi. È stato uno dei primi film occidentali girati in Unione Sovietica. Le riprese principali hanno incluso scene a Mosca e Leningrado (oggi San Pietroburgo).
La BBC ha prodotto un radiodramma del romanzo in sette episodi. È andato in onda nel 1994, con Tom Baker nel ruolo di Barley Blair.

## Edizioni italiane
- La casa Russia, traduzione di Pierfrancesco Paolini, Collana Omnibus, Milano, Mondadori, 1989, ISBN 9788804329459.
- La casa Russia, traduzione di Pierfrancesco Paolini, Universale Economica, Milano, Feltrinelli, 1998.
- La casa Russia, traduzione di Pierfrancesco Paolini, Moderni, Milano, Mondadori, 2020.